# Lugo, Emilia-Romagna
Lugo är en ort och kommun i provinsen Ravenna i regionen Emilia-Romagna i Italien. Kommunen hade 32 283 invånare (2018).